# ويس مارتن
ويس مارتن (بالإنجليزية: Wes Martin)‏ هو لاعب كرة قدم أمريكية أمريكي، ولد في 9 مايو 1996.

## وصلات خارجية
- ويس مارتن على موقع مرجع كرة القدم المحترفة.كوم (الإنجليزية)